# Pseudamphiascopsis attenuatus
Pseudamphiascopsis attenuatus är en kräftdjursart som först beskrevs av Georg Ossian Sars 1906.  Pseudamphiascopsis attenuatus ingår i släktet Pseudamphiascopsis och familjen Diosaccidae. Inga underarter finns listade i Catalogue of Life.